# Tregaron
Tregaron is een plaats in het Welshe graafschap Ceredigion.

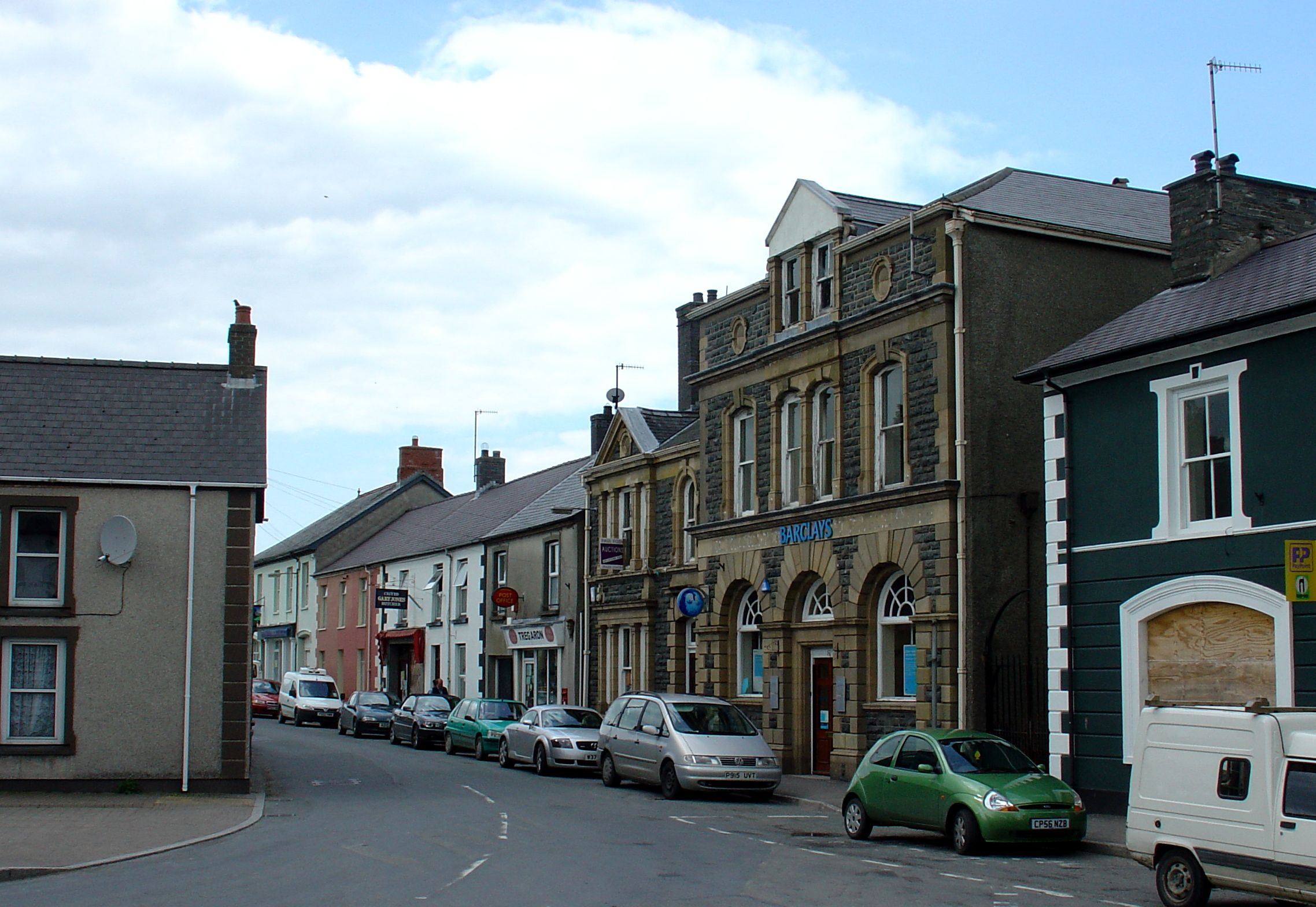
Main street

Tregaron telt 1183 inwoners.